# Ley de consumo de sodio (Argentina)
La Ley de consumo de sodio, o Ley 26.905, es una legislación argentina sobre los valores máximos permitidos de sodio en alimentos.  Fue sancionada el 13 de noviembre de 2013 y promulgada el 6 de diciembre de 2013. 
Tiene como principal objetivo promover la reducción del consumo de sodio en la población y la promoción de hábitos saludables. Argentina se convirtió en uno de los primeros países de la región en regular el contenido de sodio en los alimentos procesados. El país era uno de los países con mayor consumo de sal a nivel mundial, con valores diarios que duplicaban las recomendaciones de la Organización Mundial de la Salud.

## Contenido de la ley
La ley fijó los valores máximos de sodio que deben contener ciertos grupos de alimentos, y los plazos de adecuación que tendrán las empresas elaboradoras. Estableció  metas de reducción de sodio con valores máximos permitidos para grupos de alimentos: productos cárnicos y derivados, panificados y sopas, la ley además ordenó una baja de 15% de sodio en determinados alimentos procesados, en el marco de un plan de descenso escalonado.  

## Menos sal, más vida
La ley fue complementada con el programa  "Menos sal, más vida", y otras las acciones implementadas para disminuir el consumo de sal en la población, que redujeron un gramo el consumo diario por persona, evitando en Argentina 2.000 muertes anuales por enfermedades cardio y cerebrovasculares. 
Paralelamente el ministerio de salud logró establecer que la concentración de sodio sea un 25 por ciento menor en la elaboración del pan artesanal, extendiendo la estrategia a 8.000 panaderías con la colaboración de la Federación Argentina de Panaderos. En cuatro años, 48 empresas de producción masiva de alimentos se comprometieron alcanzando a 535 productos alimentarios adheridos al proceso de reducción progresiva de sodio.
En cuanto a los cambios en hábitos alimenticios la Encuesta Nacional de Factores de Riesgo de 2013 mostró que el 17,3% de la población agregaba siempre o casi siempre sal a la comida, contra el 25,3% en la encuesta del 2009. Esto implica una tendencia positiva en el control del consumo de sodio. Desde 2011 cuando inició  la campaña sanitaria “Menos Sal Más Vida” del Ministerio de Salud de la Nación, el consumo diario de sal entre los argentinos descendió dos gramos, lo que permitió evitar más de 4 mil decesos al año por infartos, accidentes cerebrovasculares (ACV) y enfermedades renales, así como unos 40 mil eventos de este tipo de enfermedades discapacitantes.